# Il Volo
Il Volo är en italiensk musikgrupp med inriktning i genren operapop. Musikgruppen består av tre medlemmar, tenorerna Piero Barone och Ignazio Boschetto samt barytonen Gianluca Ginoble. Trion representerade Italien med låten Grande amore i Eurovision Song Contest 2015 i Wien, Österrike den 24 maj 2015 efter ha vunnit Sanremo Music Festival 2015. De vann telefonröstningen med 366 poäng, men slutade på plats 3 efter att jurygruppernas resultat slagits samman med TV-tittarnas. Den 5 juni 2021 höll de en konsert i Arenan i Verona för att hedra den italienska kompositören Ennio Morricone. I november 2021 släppte de ett hyllningsalbum dedikerat till Maestro Morricone med titeln Il Volo Sings Morricone.

## Diskografi
Mall:Main article
- Il Volo (2010)
- We Are Love (2012)
- Buon Natale: The Christmas Album (2013)
- Grande Amore // Grande Amore International Version // L'amore Si Muove (2015)
- Ámame (2018)
- Musica (2019)
- Il Volo Sings Morricone (2021)